# Nate Dusing
Nate Dusing (n. 25 noiembrie 1978, Villa Hills⁠(d), Kentucky, SUA) este un înotător ce a reprezentat Statele Unite ale Americii, medaliat olimpic. A participat la 2 ediții ale Jocurilor Olimpice (2000, 2004) în care a câștigat două medalii de argint și două medalii de bronz.